# C Jamm
Рю Сон Мін (кор. 류성민, нар. 28 лютого 1993, Чеджу, Південна Корея), більш відомий під сценічним псевдонімом C Jamm (кор. 씨잼), — південнокорейський репер. 17 липня 2015 року він випустив свій дебютний альбом Good Boy Doing Bad Things. Він посів друге місце в Show Me the Money 5, поступившись переможцю, своєму другу дитинства BewhY. 3 березня 2022 року після випуску мініальбому він залишив лейбл Just Music.

## Дискографія

### Студійні альбоми
| Назва                     | Деталі альбому                                                                 | Пікові позиції у чартах | Продажі                 |
| Назва                     | Деталі альбому                                                                 | KOR                     | Продажі                 |
| ------------------------- | ------------------------------------------------------------------------------ | ----------------------- | ----------------------- |
| Good Boy Doing Bad Things | - Реліз: 17 червня 2015 - Лейбл: Just Music - Формат: CD, цифрове завантаження | 32                      | - Південна Корея: 416   |
| Keung (кор. 킁)           | - Реліз: 16 травня 2019 - Лейбл: Just Music - Формат: CD, цифрове завантаження | 29                      | - Південна Корея: 5,011 |
| Ghenn (кор. 걘)           | - Реліз: 3 березня 2022 - Лейбл: Just Music - Формат: CD, цифрове завантаження |                         |                         |

### Мікстейпи
| Назва         | Деталі альбому                                                                              |
| ------------- | ------------------------------------------------------------------------------------------- |
| What The Nice | - Реліз: 16 листопада 2012 - Лейбл: Self-released - Формат: цифрове завантаження            |
| Go So Yello   | - Реліз: 14 листопад 2013 - Лейбл: $exy $treet & Yello Music - Формат: цифрове завантаження |

### Сингли
| Назва                                                                            | Рік                    | Пікові позиції у чартах | Продажі (DL)              | Альбом                    |
| Назва                                                                            | Рік                    | KOR                     | Продажі (DL)              | Альбом                    |
| Як головний виконавець                                                           | Як головний виконавець | Як головний виконавець  | Як головний виконавець    | Як головний виконавець    |
| -------------------------------------------------------------------------------- | ---------------------- | ----------------------- | ------------------------- | ------------------------- |
| «A Yo»                                                                           | 2013                   | —                       | Н/Д                       | Go So Yello               |
| «Young & Hottest» feat. Olltii & Jay Moon                                        | 2013                   | —                       | Н/Д                       | Go So Yello               |
| «Yello Card» feat. Keebo & BewhY                                                 | 2013                   | —                       | Н/Д                       | Go So Yello               |
| «Good Day» feat. Swings                                                          | 2014                   | —                       | - Південна Корея: 17,030  | Show Me the Money 3       |
| «Shit»                                                                           | 2014                   | —                       | - Південна Корея: 20,526  | Show Me the Money 3       |
| «Good Night»                                                                     | 2014                   | —                       | Н/Д                       | Good Boy Doing Bad Things |
| «Just Music» (걍 음악이다) feat. Vasco, Genius Nochang & BewhY                   | 2015                   | —                       | Н/Д                       | Good Boy Doing Bad Things |
| «Pr0ve»                                                                          | 2016                   | —                       | Н/Д                       | Не увійшов до альбому     |
| «Beautiful» (아름다워) feat. Zico                                                | 2016                   | 8                       | - Південна Корея: 314,516 | Show Me the Money 5       |
| «MM»                                                                             | 2016                   | 92                      | - Південна Корея: 53,941  | Show Me the Money 5       |
| «Let It Be» (재방송) feat. Crush                                                 | 2016                   | 51                      | - Південна Корея: 93,256  | Show Me the Money 5       |
| «Know»                                                                           | 2017                   | —                       | Н/Д                       | Не увійшов до альбому     |
| Колаборації                                                                      |                        |                         |                           |                           |
| «Rain Showers» with Swings & Giriboy                                             | 2014                   | —                       | Н/Д                       | Ripple Effect             |
| «Go Straight» (난 앞으로만) з Swings, Giriboy, Vasco & Genius Nochang            | 2014                   | —                       | Н/Д                       | Ripple Effect             |
| «Just» з Swings, Giriboy & Vasco                                                 | 2014                   | —                       | Н/Д                       | Ripple Effect             |
| «More» (더) з Genius Nochang Swings & Vasco                                      | 2014                   | —                       | Н/Д                       | Ripple Effect             |
| «Royal Roader» (로열로더) з Vasco                                                | 2015                   | —                       | - Південна Корея: 13,408  | Не увійшов до альбому     |
| «Wassup» з Doplamingo                                                            | 2015                   | —                       | Н/Д                       | Не увійшов до альбому     |
| «Freezing» (얼어) з Bill Stax, BewhY, Konsoul & Scary'P                          | 2015                   | —                       | Н/Д                       | Не увійшов до альбому     |
| «Indigo Child» з Bill Stax, Black Nut & Genius Nochang                           | 2016                   | —                       | - Південна Корея: 19,046  | Не увійшов до альбому     |
| «$insa» (신사) з Zion.T, Reddy, Xitsuh                                           | 2016                   | 4                       | - Південна Корея: 493,535 | Show Me the Money 5       |
| «Wanted» (현상수배) з Reddy                                                      | 2016                   | 13                      | - Південна Корея: 309,144 | Show Me the Money 5       |
| «Puzzle» з BewhY                                                                 | 2016                   | 3                       | - Південна Корея: 697,668 | Не увійшов до альбому     |
| «Like Me» з A$AP TyY & BewhY                                                     | 2017                   | —                       | Н/Д                       | Не увійшов до альбому     |
| «Killa Dreads» з Skull                                                           | 2017                   | —                       | Н/Д                       | Не увійшов до альбому     |
| «GOAT» з Bill Stax, Swings                                                       | 2017                   | —                       | Н/Д                       | Не увійшов до альбому     |
| «—» релізи, що не потрапили у чарти або не були випущені у відповідних регіонах. |                        |                         |                           |                           |

## Нагороди і номінації
| Рік  | Нагорода                | Категорія                 | Номінант / робота  | Результат | Прим.  |
| ---- | ----------------------- | ------------------------- | ------------------ | --------- | ------ |
| 2016 | Mnet Asian Music Awards | Best Rap Performance      | «Puzzle» (з Bewhy) | Перемога  | [ 21 ] |
| 2020 | Korean Hip-hop Awards   | Hip Hop Album of the Year | Keung              | Перемога  | [ 22 ] |
| 2020 | Korean Hip-hop Awards   | Artist of the Year        | Н/Д                | Номінація | [ 23 ] |
| 2020 | Korean Hip-hop Awards   | Hip Hop Track of the Year | «Pokerface»        | Номінація | [ 23 ] |
| 2020 | Korean Music Awards     | Album of the Year         | Keung              | Номінація | [ 24 ] |
| 2020 | Korean Music Awards     | Best Rap & Hip Hop Album  | Keung              | Перемога  | [ 25 ] |